# Yonghe

Situation du district dans Nouveau Taipei.

Yonghe ou Yung-ho (chinois traditionnel : 永和區 ; pinyin : Yǒnghé) est un district de la ville de Nouveau Taipei, à Taïwan. Il est jusqu'en 2010 une municipalité à part entière.

## Géographie
- Superficie : 5,71 km2
- Population : 236 356 habitants (mai 2010)

## Personnalités liées
- Stephanie Shiao, actrice et chanteuse, y est née.